# Bovec
Bovec (tyska Flitsch, italienska Plezzo) är en kommun belägen i nordvästra Slovenien i Isonzos dalgång, orten Bovec är belägen 480 meter över havet.

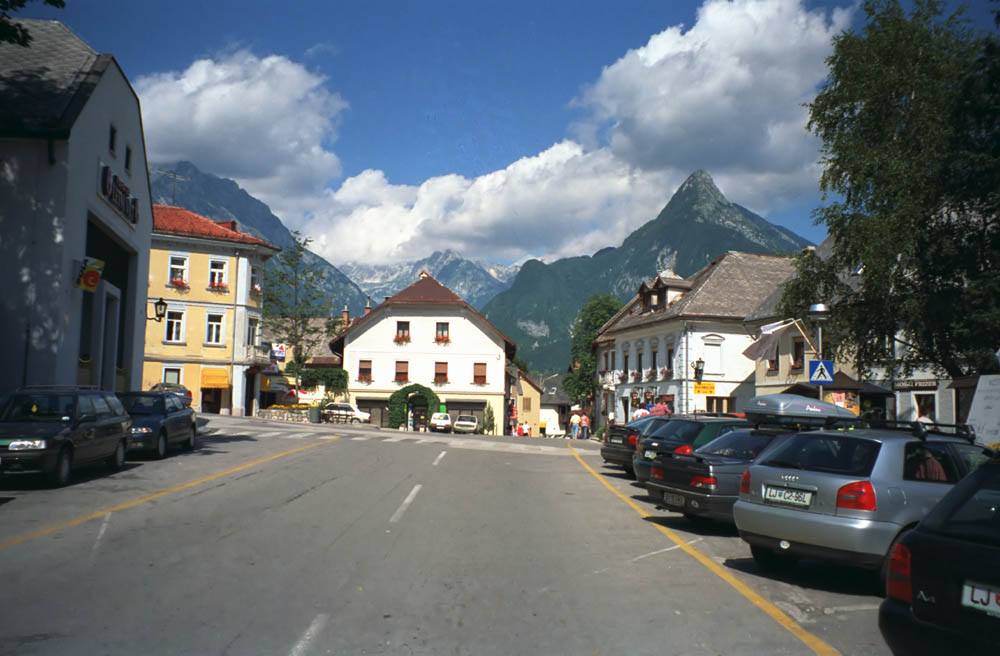
Bovec

Orten tillhörde Österrike-Ungern fram till 1918 och därefter Italien fram till 1945.